# پرستار اورژانس
پرستار اورژانس (به انگلیسی: Emergency Nurse) نام مجله‌ای است به زبان انگلیسی که به صورت ماهیانه در زمینه حرفۀ پرستاری  منتشر می‌شود. این ماهنامه شامل مقالات و بررسی پژوهش‌های بالینی انجام شده در زمینه‌های کاربردی پرستاری اورژانس است.